# Žirovski Vrh Svetega Antona
Žirovski Vrh Svetega Antona este o localitate din comuna Gorenja vas - Poljane, Slovenia, cu o populație de 47 de locuitori.